# Rock, Paper, Shotgun
A Rock, Paper, Shotgun egy brit videójátékokkal foglalkozó blog, amelyet Alec Meer, Jim Rossignol John Walker, Quintin Smith, valamint korábban Kieron Gillen írt. A Rock, Paper, Shotgunt 2007 júliusában alapították. A blog 2010-ben és 2011-ben megnyerte a Games Media Awards „legjobb játékos blog”-jának járó díját, 2009-ben jelölve volt rá, 2008-ban pedig a „legjobb játékos weboldal” díjára volt jelölve. 2010-ben a blog partnerséget kötött a Eurogamer weblappal.

## Szerzők
Az oldalnak négy fő szerzője van:
- Alec Meer egy újságíró, aki a brit PC Gamer, a Eurogamer,[9] a brit PC Format, az Edge, az IGN és a The Independent magazinoknak is írt.[2]
- Jim Rossignol egy író és újságíró, aki a BBC-nek, a The Timesnak,[10] a Wirednek,[11] brit PC Gamernek,[10] az Edgenek,[10] a brit PC Formatnak, a Eurogamernek,[12] a Dazed & Confusednak és a Gamasutrának[10] is írt. Ő a 2008-ban megjelent This Gaming Life: Travels in Three Cities könyv szerzője.[2][13][14]
- John Walker egy újságíró, aki többek között írt a brit PC Gamerben, a brit PC Formatban, az Edgeben, az NGamerben, az Xbox World 360-ban, a Eurogamerben[15] és a The Escapistben.[2][16]
- Quintin Smith egy újságíró, aki a Eurogamernek,[17] az IGN-nek, a Gamasutranak[18] és az Edgenek írt. Smith először csak alkalmanként járult hozzá a Rock, Paper, Shotgunhoz, mielőtt átvette Kieron Gillen helyét 2010 októberében.

Kieron Gillen a blog alapítója (Meerrel, Rossignollal és Walkerrel) és az oldal egyik főbb írója volt annak alapításától 2010. szeptember 30-ig. A brit PC Gamer helyettes szerkesztője volt, de írt a Eurogamernek, az Edgenek, a Wirednek, a The Guardiannak, az Arenanak, a Market for Home Computing and Video Gamesnek és a Plan B-nek és ő alkotta meg a „New Games Journalism” kifejezést. A társ-alkotója volt a Phonogramnak és több képregényt is írt a Marvel Comicsnak. 2010. szeptember 30-án bejelentette, hogy a Rock, Paper, Shotgunon többé nem tesz közzé napról-napi tartalmakat és inkább a Marvellel kötött munkájára fog összpontosítani, de továbbra is a blog vezetője lesz és néha esszéket fog írni bele.
Rajtuk kívül az oldalhoz még Tim Stone, Phill Cameron, Lewie Procter, Richard Cobbett, Robert Florence, Brendan Caldwell és Lewis Denby újságírók is hozzájárulnak.

## Tartalma
Az oldal érdeklődési köre nagy; beszámolnak a nagy és a függetlenek kiadók játékairól, és tesztelik is ezeket, ezek mellett még előzetesek és interjúk is szerepelnek a weblapon.
A játékok tesztjeit kétféle stílusban követik el, azonban mindkettő jóval szubjektívabb mint az átlagos ilyen tesztek. A szerkesztő vagy ír a cikkébe egy „Wot I Think” szakaszt; amiben elmeséli a személyes tapasztalatait a játékkal kapcsolatban vagy több szerkesztő részt vesz egy megbeszélésen; a „The RPS Verdict”-ben, amiben elmondják a véleményüket a játékról mielőtt kiosztanak neki egyenként egyet a három lehetséges értékelés közül.

## Bulletstorm Fox News botrány
2011. február 8-án a Fox News John Brandon szerkesztő által leközölt egy cikket a Bulletstorm című videójátékról, melyet február 20-án egy újabb követett. A játékot a káromkodás, a durva viselkedés (egyik példa erre a játék „skill-shot” rendszere, amely megjutalmazza a játékost, ha az az ellenfelek nemi szerveit találja el) és a szexuális utalásai miatt állították a középpontba. A Fox News riportja megszólaltatta Carole Lieberman pszichiátert, aki szerint: „A videójátékok egyre gyakrabban és egyre szemtelenebbül kapcsolatokat vonnak a szex és az erőszak között, tettekben és szavakban egyaránt. Ennek a pszichológiai hatására megduplázódik a játékot mintázó gyilkosságokkal járó izgalom, a stimuláció és magára a gyilkosságokra való ösztönzés mértéke. A nemi erőszakok növekvő száma nagy részben a hasonló jelenetek végigjátszásának tudható be.” Egyéb kijelentéseik közé tartozott, hogy a játék akár a kilencéves korcsoport kezébe is kerülhet, ami a káromkodás és az erőszak miatt jelentős traumát okozhat a gyermekeknek. Ezen állításokat a videójátékokkal foglalkozó oldalak nagyban kigúnyolták, köztük a Rock, Paper, Shotgun is, ahol még egy cikksorozatot is közzétettek, amely bebizonyítja a Fox News riportjának szavahihetetlenségét; megvizsgálták Lieberman állításait, és kiderült, hogy a nyolc forrásnak, amivel előállt csak egynek volt bármiféle köze a riport alanyához. A Fox News február 20-án egy szócikk keretében válaszolt a blognak, miszerint a játék még mindig veszélyt jelent a gyermekek számára.